# زنبورخوار کارمین جنوبی
زنبورخوار کارمین جنوبی (نام علمی: Merops nubicoides)، پرنده‌ای است که در سراسر مناطق زیر استوایی آفریقا وجود دارد.

## توصیف
این گونه، مانند دیگر زنبورخوارها، از نظر رنگی پرنده‌ای غنی و قابل توجه است. بدنش رنگ‌های متنوعی دارد اما تاج و زیردمش آبی است.

## محدودهٔ زندگی و حرکات
این پرنده در کوازولو-ناتال و نامیبیا تا گابن، در مناطق شرقی جمهوری دموکراتیک کنگو و کنیا هم وجود دارد. این پرنده گونه‌ای مهاجر است. پیش از حرکت به جنوب و کشور آفریقای جنوبی در ماه‌های تابستان، فصل تولیدمثل را در ماه‌های اوت و نوامبر در زیمبابوه می‌گذراند، و سپس از ماه مارس تا اوت، به مناطق استوایی آفریقا مهاجرت می‌کند.

## رژیم غذایی و تغذیه
رژیم غذایی آنها عمدتاً از زنبورها و سایر حشرات پرنده ساخته شده‌است و استراتژی اصلی شکار آنها چرخ زدن در ارتفاع و دیدن حشرات در حال پرواز از جایگاه بلند است.
جایگاه بلند آن‌ها ممکن شاخه‌های گیاهان یا حتی پشت حیوانات بزرگ مثل هوبره کوری باشد. آن‌ها به خاطر حشرات سرخ شده جذب آتش‌سوزی جنگل می‌شوند، و اغلب دیده شده که در چنین مکان‌هایی در هوا چرخ می‌زنند. آن‌ها دور حیوانات بزرگتر و حتی ماشین‌ها چرخ می‌زنند تا حشراتی را در حال فرار را بگیرند.

## محل سکونت و تولیدمثل
زیستگاه معمول این پرنده شامل دره‌های کم‌ارتفاع رودخانه‌ای و دشت‌های سیلابی است، سواحل عمودی را ترجیح می‌دهند چون برای کندن تونل در هنگام تولیدمثل مناسب هستند، اما در سطح جزایر کوچک نمکی هم به راحتی حفره‌های عمودی حفر می‌کنند. این پرندگان گونه‌ای بسیار اجتماعی هستند که در فصول تولید مثل یا خارج از آن در گروه‌های بزرگ ازدحام می‌کنند. آنها شب را دسته‌جمعی روی درختان یا نردبان‌هاسپری می‌کنند و در طول روز به‌طور گسترده‌ای متفرق می‌شوند. در سواحل شرقی در انتهای حفرهٔ ۱ تا ۲ متری لانه می‌کنند، و در آنجا ۲ تا ۵ تخم می‌گذارند.

## نگارخانه

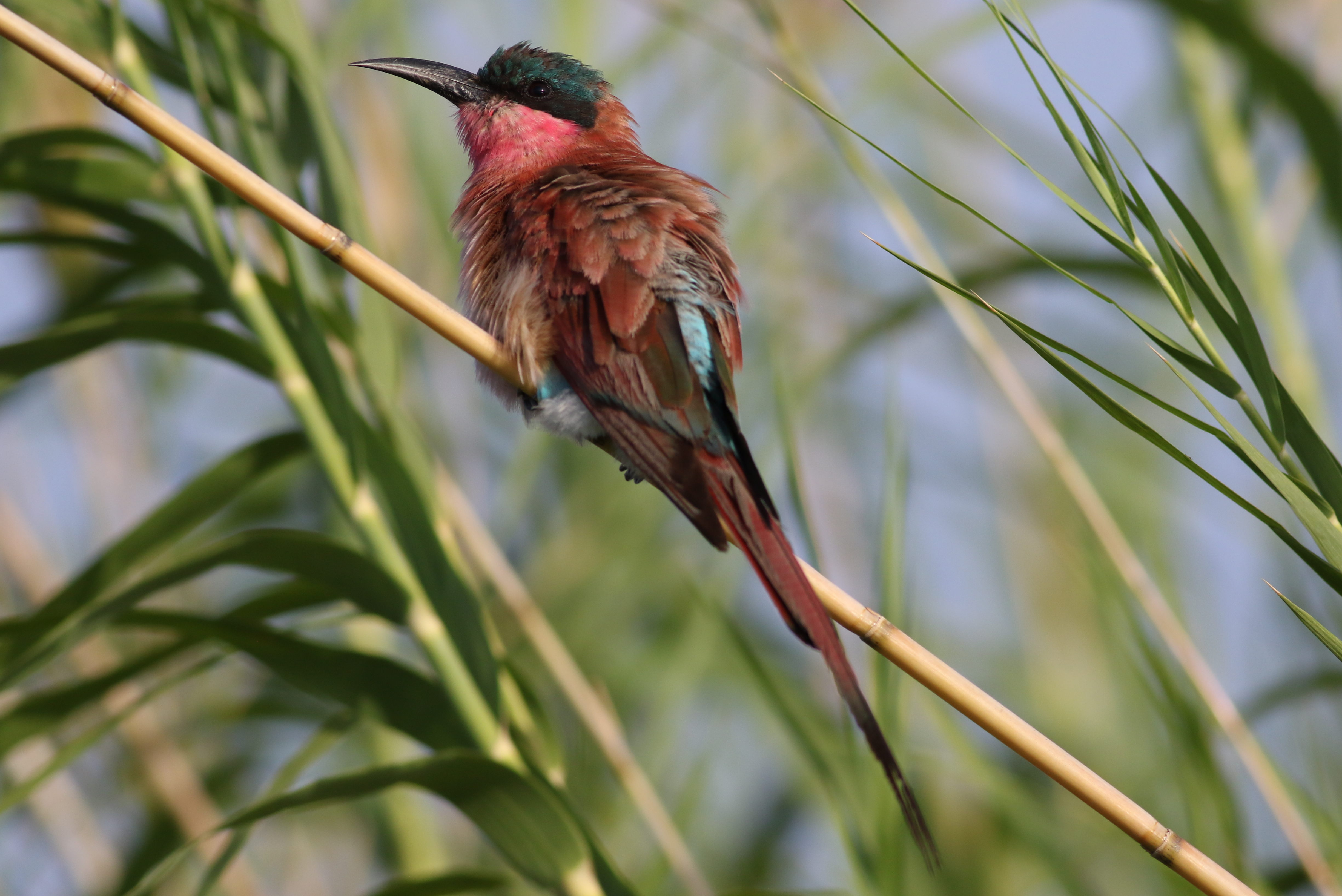
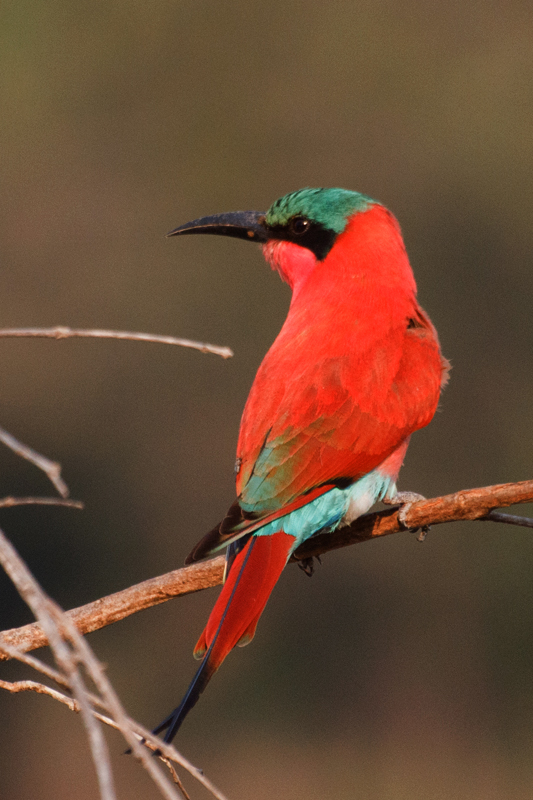
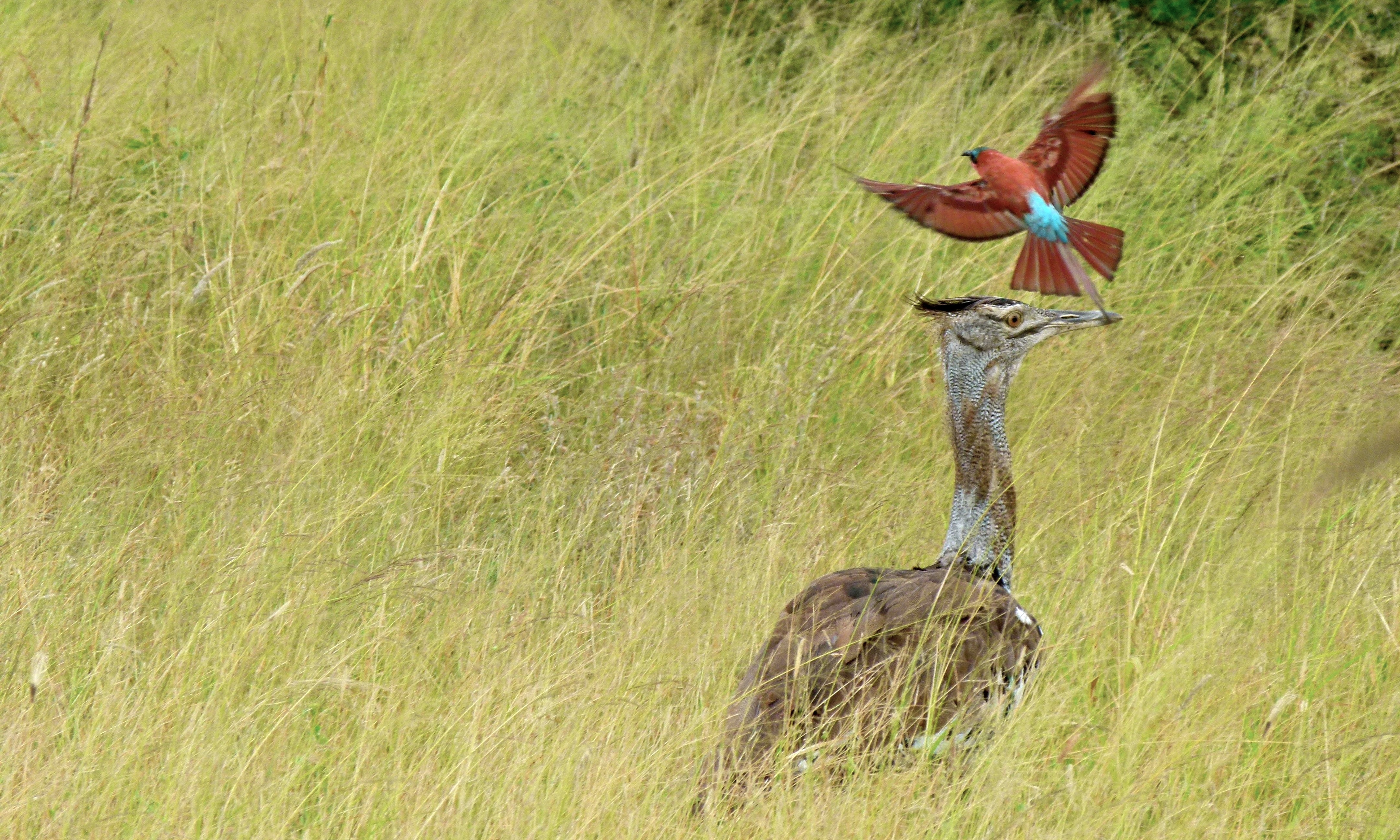
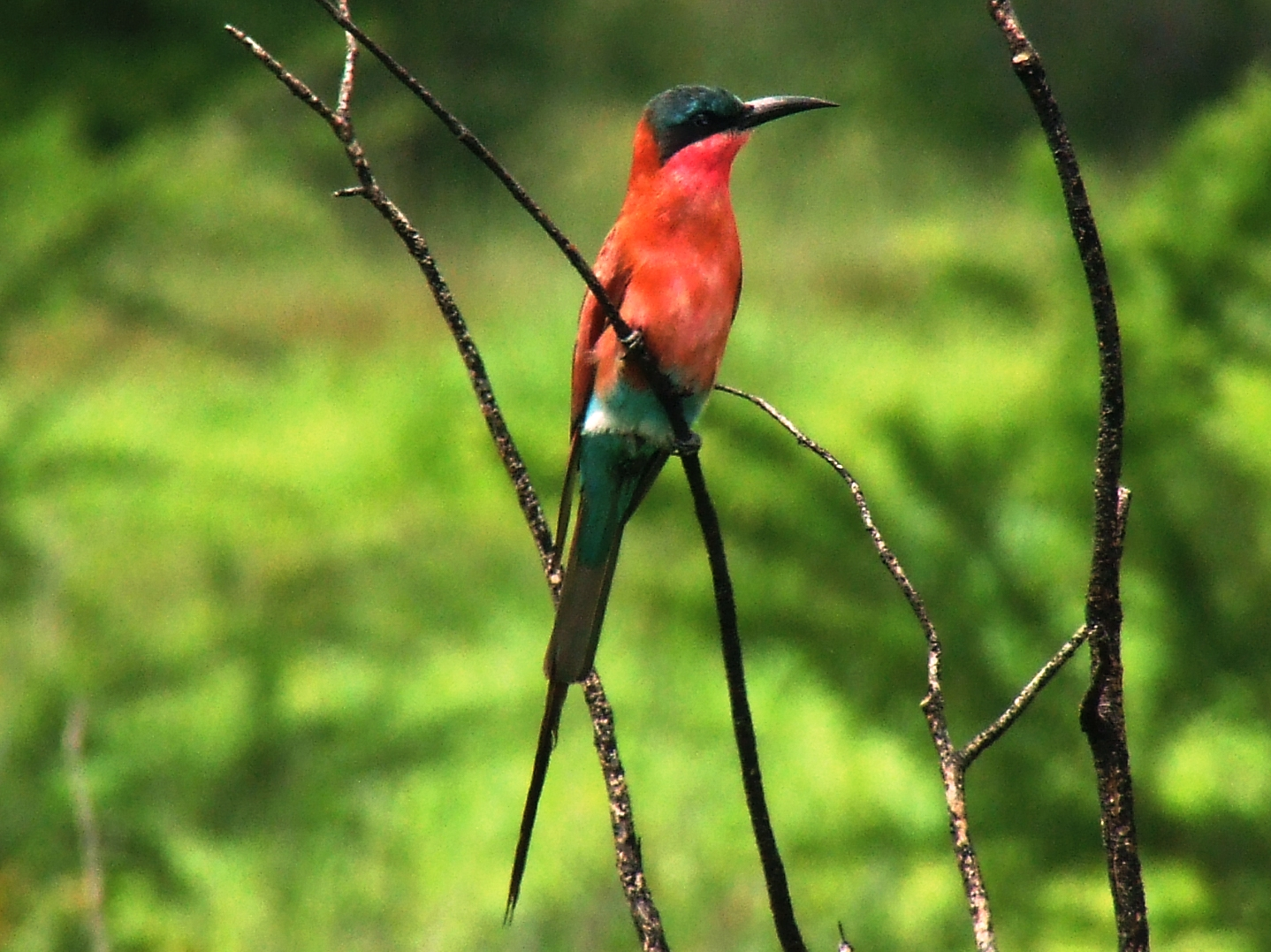
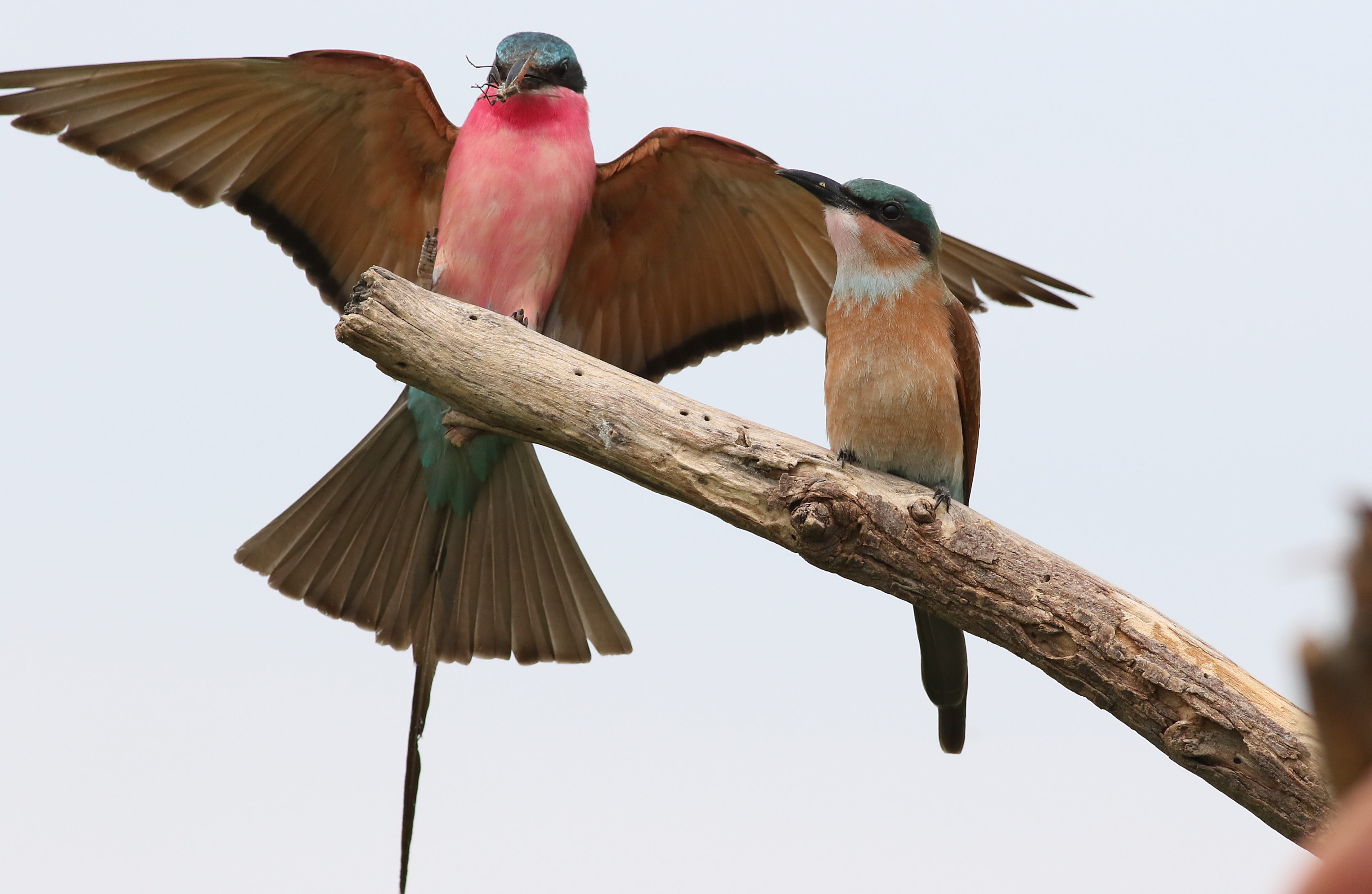
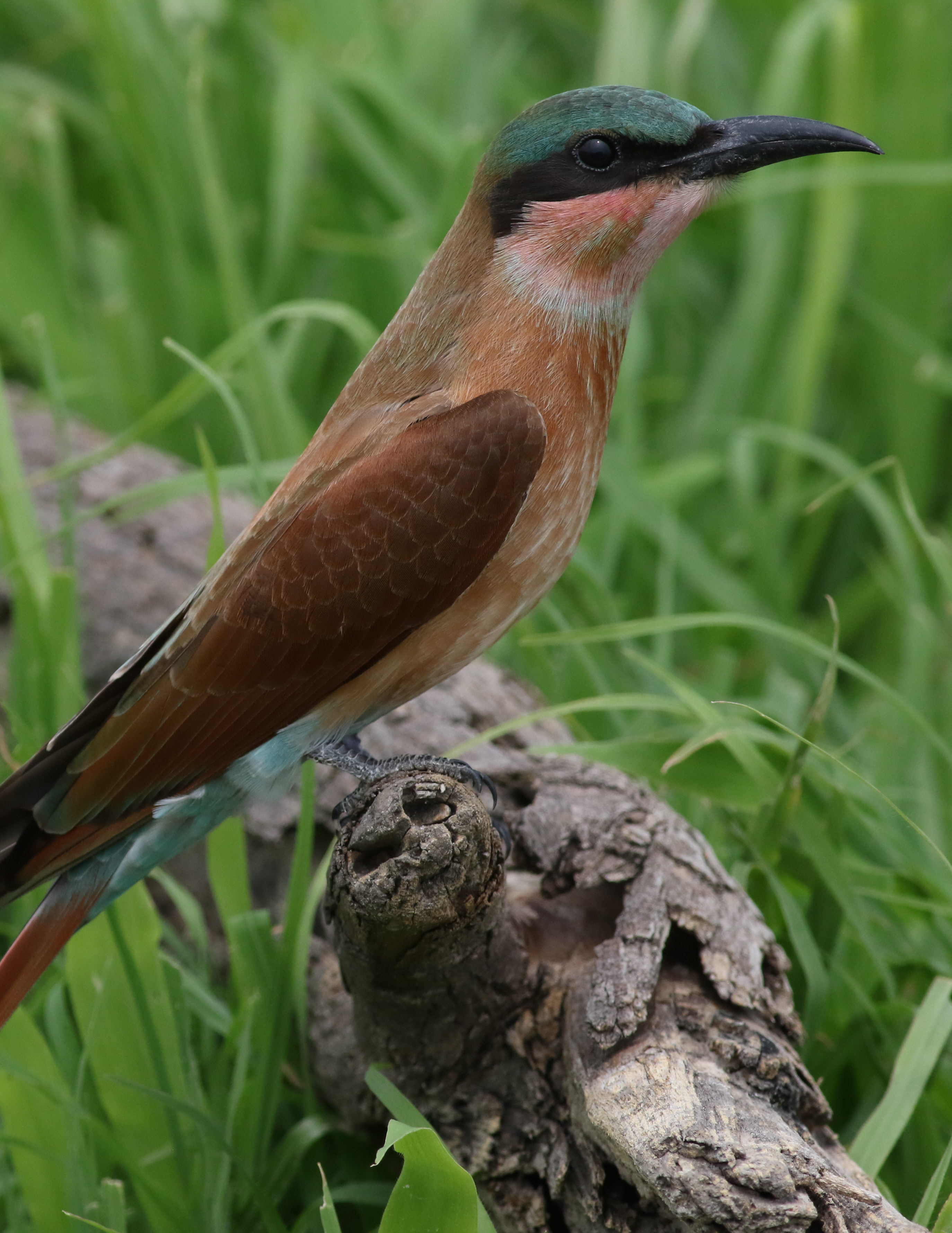
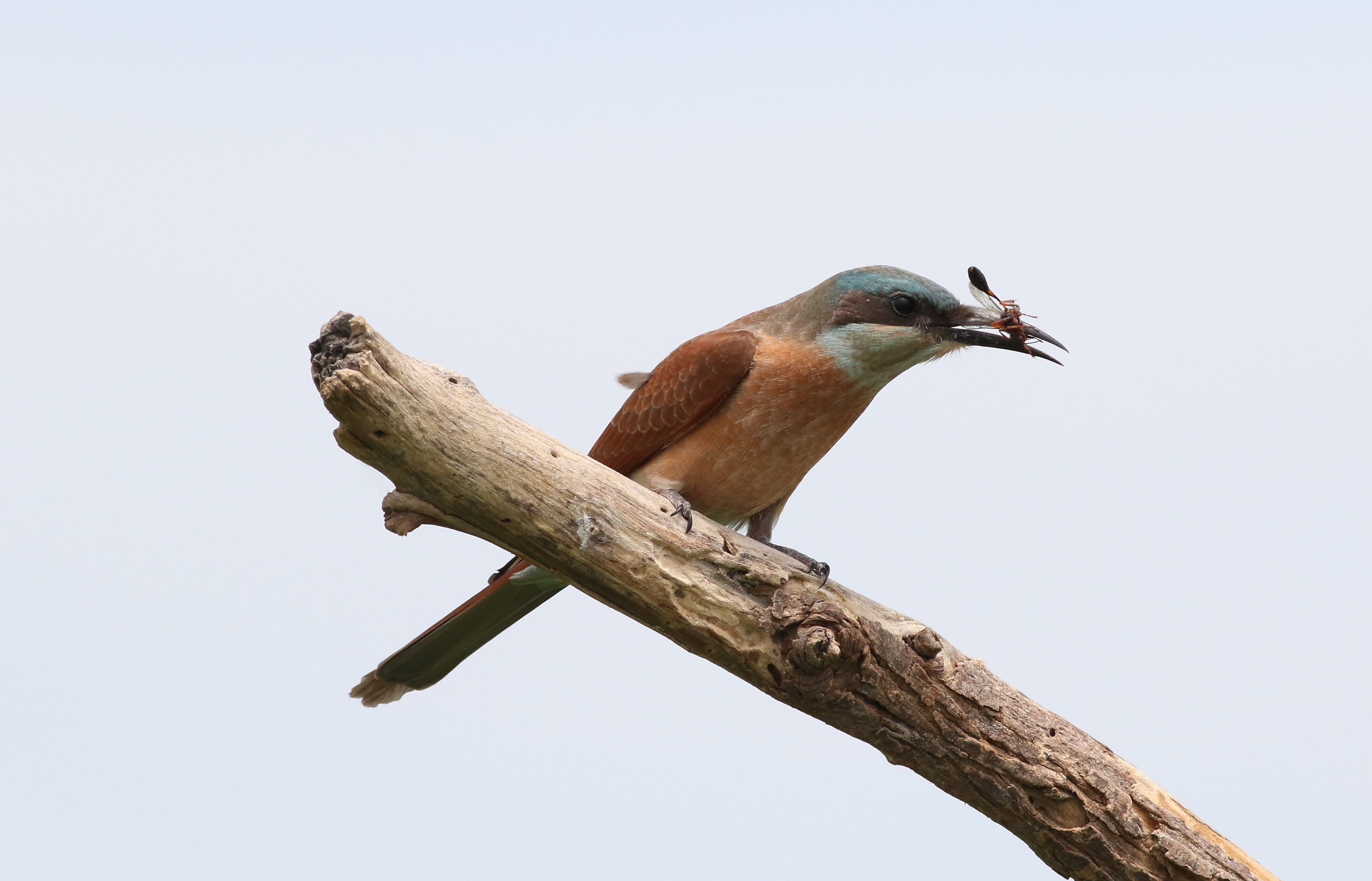
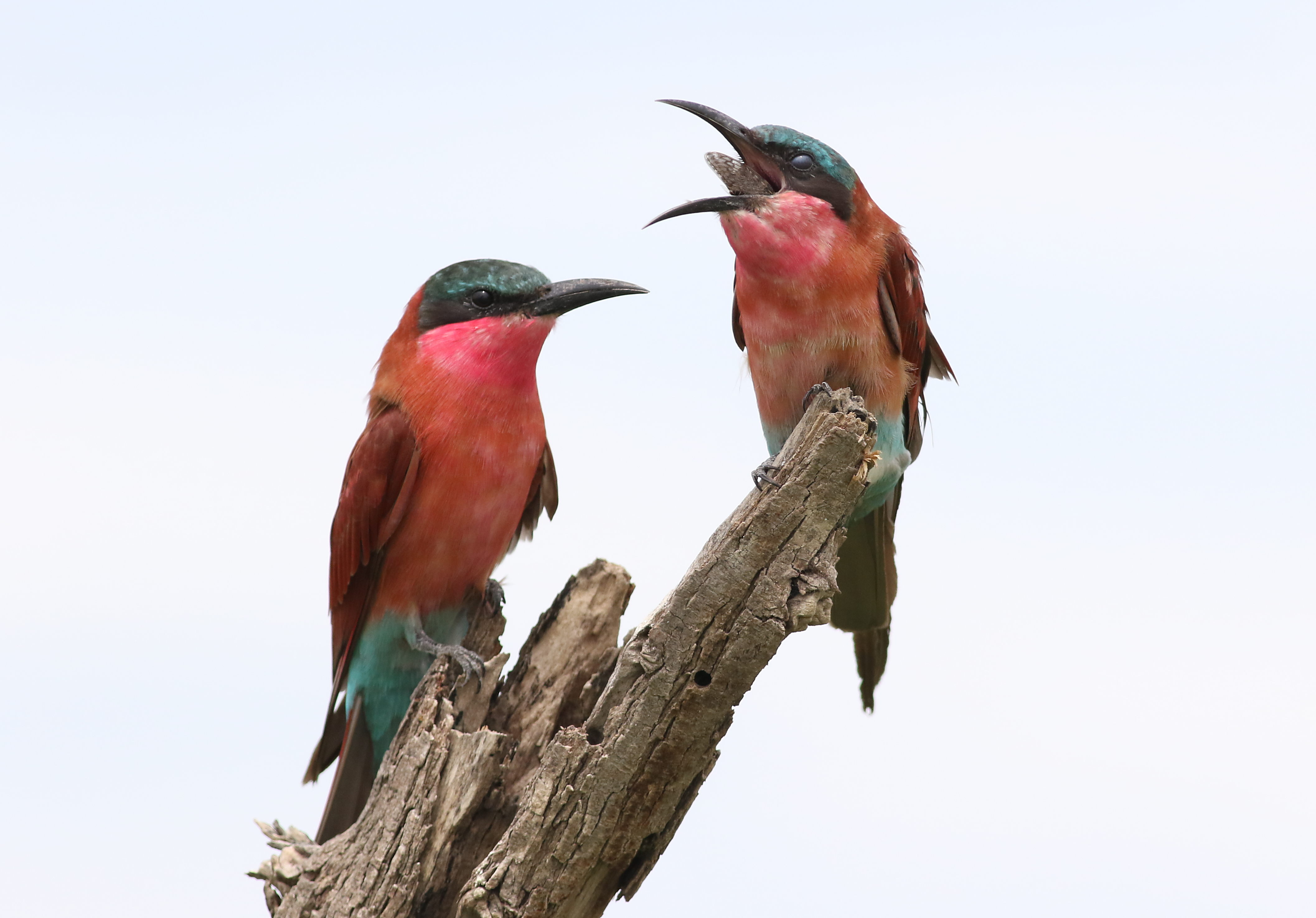
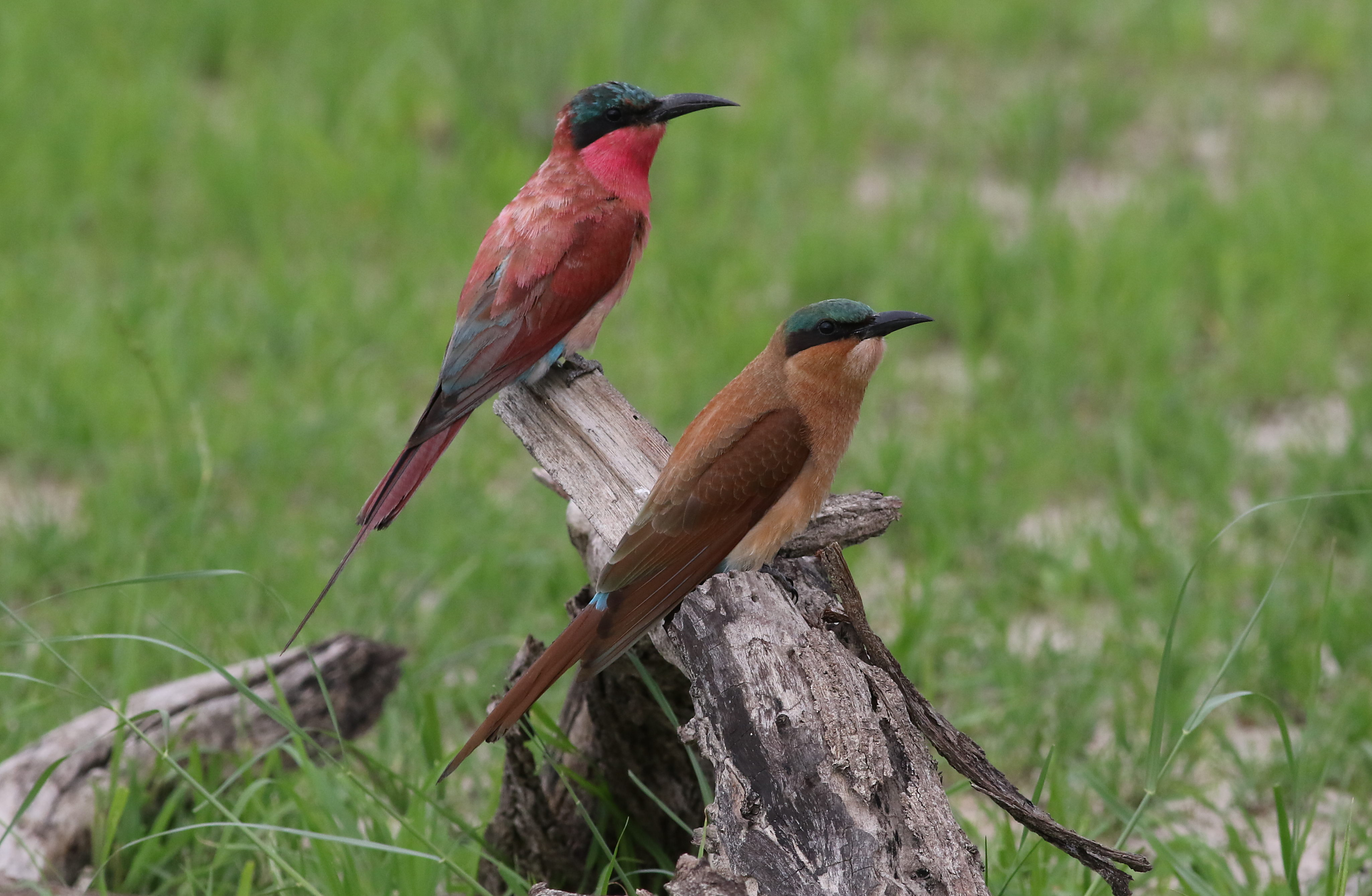